# کساوری ژووافسکی
کساوری ژووافسکی (انگلیسی: Xawery Żuławski؛ زادهٔ ۲۲ دسامبر ۱۹۷۱) کارگردان فیلم، و فیلم‌نامه‌نویس اهل لهستان است. وی از سال ۱۹۹۵ میلادی تاکنون مشغول فعالیت بوده‌است.
از فیلم‌ها یا مجموعه‌های تلویزیونی که وی در آن‌ها نقش داشته‌است، می‌توان به مبتدیان تمام‌عیار، وفاداری و پیت‌بول اشاره نمود.
او فرزند ماوگوژاتا براونک و آندژی ژووافسکی است.